# Un rebut de la Création
Un rebut de la Création (titre original : The Mistake of Creation) est une nouvelle de l'écrivain américain Jack London, publiée aux États-Unis en 1912.

## Historique
La nouvelle est publiée initialement dans le Cosmopolitan en février 1912, avant d'être reprise dans le recueil Smoke Bellew en octobre 1912.

## Éditions

### Éditions en anglais
- The Mistake of Creation, dans le Cosmopolitan, périodique, février 1912.
- The Mistake of Creation, dans le recueil Smoke Bellew, New York ,The Macmillan Co, octobre 1912.

### Traductions en français
- Un rebut de la Création, traduction de Louis Postif, in Belliou et le courtaud, recueil, G. Crès & Cie, août 1929.
- Un rebut de la Création, traduction de Louis Postif, in Belliou la fumée, recueil, 10/18, 1982.
- Un rebut de la Création, traduction de Louis Postif, in Belliou la fumée, recueil, Pocket, 1996.
- Le rebut de la Création, traduction de Louis Postif (revue et complétée par Frédéric Klein), in Belliou la fumée, recueil, Phébus, 2006.